# Giuseppe Memeo
Giuseppe Memeo, connu sous le nom de Il Terun ou Il Maleducato dans les 1970 (Palazzo San Gervasio, 11 octobre 1958), est un ancien terroriste d'extrême gauche italien.

## Biographie
Militant de l'Autonomia Operaia, il a rejoint les Prolétaires armés pour le communisme (PAC), une organisation terroriste d'extrême gauche établie en Lombardie par l'intermédiaire du groupe sarde et de Sebastiano Masala, dont il est devenu l'un des principaux représentants.
Il a acquis une notoriété le 14 mai 1977 lors d'une manifestation contre la répression qui a eu lieu deux jours après l'assassinat de Giorgiana Masi (it) et l'arrestation de deux avocats de Soccorso Rosso. Les organisateurs de l'événement avaient prédit que tous les manifestants se rendraient sur la Piazza del Duomo, comme c'était la coutume à l'époque. À l’inverse, les groupes d’autonomie milanais, dont le groupe Bellini et le collectif de Casoretto, ont quitté le cortège principal pour se diriger vers la prison de San Vittore et se montrer solidaires des camarades arrêtés les jours précédents.
Le blocage de leur chemin par les forces de police a provoqué la dégénérescence de la manifestation en affrontement armé, via De Amicis à Milan, au cours de laquelle Memeo a été immortalisé dans un tir célèbre qui le décrit en partie recouvert de cagoule, au milieu rue, tout en tenant un fusil à deux mains: la photographie est devenue un emblème des années de plomb en Italie.
Lors de la fusillade, l'agent Antonio Custra est tué. La mort avait été initialement imputée à Memeo, mais il a été découvert par la suite que l'auteur du meurtre était Mario Ferrandi, un autre membre des PAC.
Le 16 février 1979, avec Gabriele Grimaldi et Sebastiano Masala, il a tué le joaillier Pierluigi Torregiani, coupable d'avoir réagi, le mois précédent, avec d'autres clients de deux voleurs qui avaient tenté de voler les clients du restaurant Il Transatlantico, où Torregiani est allé dîner avec des amis et des parents après une promotion de bijoux dans une télévision privée, causant la mort de l'un des délinquants; un marchand de restaurants de Catane est également mort dans la fusillade. Les PAC accusent le joaillier d’être un «agent du capitalisme sur le territoire» et expriment, dans leurs revendications, leur solidarité avec le petit monde souterrain qui, « avec les vols, continue d’exiger la nécessité d’une réappropriation juste des revenus et du rejet des travaux ».
Memeo a été arrêté le 9 juillet 1979 au domicile de Maria Pia Ferrari, cohabitante d'un autre militant PAC, Germano Fontana. Le juge Pietro Forno le considérait comme « une personnalité extravertie et avec un certain degré d'exhibitionnisme », tandis que le repentant Enrico Pasini Gatti, un ancien collaborateur n'appartenant pas aux PAC, l'appelait un fou sanguinaire. Condamné à 30 ans de prison pour double meurtre et sept vols, il a commencé à prendre ses distances par rapport à la lutte armée pendant sa détention. Après avoir purgé sa peine, Memeo a travaillé dans le  social pour l'association Poiesis à Milan, centre de la fondation Exodus pour le traitement du sida, et a été vice-président de la coopérative sociale Il Fontanile.

## Source de traduction
- (it) Cet article est partiellement ou en totalité issu de l’article de Wikipédia en italien intitulé « Giuseppe Memeo » (voir la liste des auteurs).